# ویلی براون (بازیکن فوتبال، زاده ۱۹۲۸)
ویلی براون (انگلیسی: Willie Brown؛ زادهٔ ۱۷ سپتامبر ۱۹۲۸) بازیکن فوتبال اهل بریتانیا است.
از باشگاه‌هایی که در آن بازی کرده‌است می‌توان به باشگاه فوتبال نلسون اشاره کرد.